# (25108) Boström
Pour les articles homonymes, voir Boström.
(25108) Boström, désignation internationale (25108) Bostrom, est un astéroïde de la ceinture principale d'astéroïdes.

## Description
(25108) Bostrom est un astéroïde de la ceinture principale d'astéroïdes. Il fut découvert le 14 septembre 1998 à Socorro (Nouveau-Mexique) par le projet LINEAR. Il présente une orbite caractérisée par un demi-grand axe de 2,64 UA, une excentricité de 0,16 et une inclinaison de 7,3° par rapport à l'écliptique.

## Compléments